# Puanama sara
Puanama sara är en skalbaggsart som beskrevs av Maria Helena M. Galileo och Martins 1998. Puanama sara ingår i släktet Puanama och familjen långhorningar. Inga underarter finns listade i Catalogue of Life.